# Гарсия, Хуан Энрике
Хуан Энрике Гарсия Ривас (исп. Juan Enrique García Rivas; 16 апреля 1970, Тумеремо, Боливар) — венесуэльский футболист, нападающий. Выступал за сборную Венесуэлы.

## Биография

### Клубная карьера
Начал выступать на взрослом уровне в 18-летнем возрасте в клубе «Минервен», первый матч сыграл 26 февраля 1989 года против «Саморы». Первый гол забил 19 апреля 1989 года в ворота «Арросерос». Провёл в команде восемь сезонов, неоднократно был призёром чемпионата Венесуэлы, а в сезоне 1995/96 стал чемпионом страны. Затем ещё дважды подряд выигрывал золотые медали — в сезоне 1996/97 — с клубом «Каракас», а в сезоне 1997/98 — с клубом «Атлетико Сулия».
В сезоне 1999/00 вернулся в «Каракас» и в первый раз в карьере стал лучшим бомбардиром национального чемпионата, забив 24 гола. Затем ещё четыре раза завоёвывал звание лучшего бомбардира чемпионата Венесуэлы, играя в разных командах. Всего сменил более десяти команд на родине, в том числе становился чемпионом в сезонах 2000/01 и 2005/06 с «Каракасом» и в сезоне 2001/02 с клубом «Депортиво Тачира».
В 2007 году единственный раз выступал за зарубежный клуб — колумбийский «Депортиво Пасто», сыграл 11 матчей и забил два гола в чемпионате Колумбии.
Вернувшись на родину, выступал за клубы высшего и первого дивизионов до 43-х лет.
Всего в чемпионатах Венесуэлы забил 269 голов. Является лучшим бомбардиром чемпионатов страны за всю историю. Во всех турнирах за карьеру забил 320 голов.

### Карьера в сборной
Дебютный матч в национальной сборной Венесуэлы сыграл 23 января 1993 года против команды Перу. Принимал участие в Кубках Америки 1993 года (1 матч) и 1995 года (2 матча), в 1999 году также был в заявке, но на поле не выходил. До 2004 года регулярно играл за сборную, затем был пятилетний перерыв, в 2009 году вернулся в команду и провёл два матча. Последний раз выходил на поле в футболке сборной 6 июня 2009 года в матче против Боливии (по другим данным, сыграл ещё два матча в марте 2010 года против Северной Кореи).
Всего за сборную Венесуэлы сыграл 49 матчей и забил 7 голов (по другим данным, 51 матч и 6 голов, а также 1 неофициальный матч).

#### Голы за сборную
| #  | Дата             | Стадион                                           | Соперник   | Счёт | Результат | Турнир                    |
| -- | ---------------- | ------------------------------------------------- | ---------- | ---- | --------- | ------------------------- |
| 1. | 1 августа 1993   | Пуэбло-Нуэво, Сан-Кристобаль, Венесуэла           | Бразилия   | 1-4  | 1-5       | Отборочный турнир ЧМ-1994 |
| 2. | 12 сентября 1993 | Полидепортиво Качамай, Пуэрто-Ордас, Венесуэла    | Эквадор    | 1-0  | 2-1       | Отборочный турнир ЧМ-1994 |
| 3. | 18 июня 1995     | Валера, Венесуэла                                 | Боливия    |      | 1-3       | Товарищеский матч         |
| 4. | 2 октября 1996   | Баринас, Венесуэла                                | Коста-Рика |      | 2-0       | Товарищеский матч         |
| 5. | 15 апреля 1999   | Каракас, Венесуэла                                | Колумбия   |      | 1-1       | Товарищеский матч         |
| 6. | 16 июня 1999     | Пуэбло-Нуэво, Сан-Кристобаль, Венесуэла           | Эквадор    |      | 3-2       | Товарищеский матч         |
| 7. | 15 ноября 2000   | Эстадио Хосе Паченчо Ромеро, Маракайбо, Венесуэла | Эквадор    | 1-2  | 1-2       | Отборочный турнир ЧМ-2002 |

## Достижения
- Чемпион Венесуэлы (6): 1995/96, 1996/97, 1997/98, 2000/01, 2001/02, 2005/06
- Лучший бомбардир чемпионата Венесуэлы (5): 1999/00 (24 гола), 2001/02 (34 гола), 2002/03 (39 голов), 2003/04 (18 голов), 2005/06 (21 гол)
- Лучший бомбардир чемпионата Венесуэлы за всю историю (269 голов)